# Campeonato Europeu de Ginástica Artística de 2011 - Resultados masculinos
Os resultados masculinos do Campeonato Europeu de Ginástica Artística de 2011 contaram com todas as provas individuais.

## Resultados

### Individual geral
| Posição           | Ginasta                 | Solo   | Cavalo com alças | Argolas | Salto sobre a mesa | Barras paralelas | Barra fixa | Total  |
| ----------------- | ----------------------- | ------ | ---------------- | ------- | ------------------ | ---------------- | ---------- | ------ |
| Medalha de ouro   | GER Philipp Boy         | 15,150 | 13,825           | 14,625  | 15,950             | 14,200           | 15,125     | 88,875 |
| Medalha de prata  | ROU Flavius Koczi       | 15,250 | 14,575           | 14,450  | 16,100             | 14,225           | 14,225     | 88.275 |
| Medalha de bronze | GBR Daniel Purvis       | 15,175 | 14,125           | 14,225  | 15,900             | 14,575           | 14,350     | 88.350 |
| Medalha de bronze | UKR Mykola Kuksenkov    | 14,675 | 14,025           | 14,375  | 15,600             | 14,550           | 15,125     | 88,350 |
| 5                 | RUS Nikita Ignatyev     | 14,500 | 12,825           | 14,975  | 15,950             | 14,975           | 14,425     | 87,650 |
| 6                 | GER Marcel Nguyen       | 14,800 | 13,500           | 14,475  | 15,800             | 15,325           | 13,650     | 87,550 |
| 7                 | ESP Rafael Martínez     | 14,900 | 13,625           | 14,150  | 15,400             | 13,750           | 14,950     | 86,775 |
| 8                 | UKR Vitaliy Nakonechnyy | 14,200 | 14,300           | 13,625  | 15,575             | 14,400           | 14,575     | 86,675 |
| 9                 | RUS Maxim Devyatovskiy  | 14,875 | 12,225           | 15,000  | 14,500             | 14,325           | 14,950     | 85,875 |
| 10                | SUI Claudio Capelli     | 14,325 | 13,875           | 13,850  | 14,850             | 14,875           | 13,975     | 85,750 |
| 11                | GBR Kristian Thomas     | 15,125 | 13,975           | 14,050  | 16,025             | 12,775           | 13,750     | 85,700 |
| 12                | SVK Samuel Piasecky     | 14,125 | 13,650           | 13,300  | 15,350             | 14,600           | 14,625     | 85,650 |
| 13                | POR Manuel Campos       | 14,425 | 13,275           | 13,900  | 15,300             | 14,425           | 14,150     | 84,475 |
| 14                | NED Bart Deurloo        | 14,700 | 13,250           | 13,275  | 15,950             | 13,850           | 14,400     | 85,425 |
| 15                | BLR Dzmitry Savitski    | 14,050 | 13,750           | 14,100  | 15,575             | 14,575           | 12,950     | 85,000 |
| 16                | FRA Cyril Tommasone     | 13,300 | 14,300           | 13,300  | 15,200             | 14,250           | 14,550     | 84,900 |
| 17                | SUI Daniel Groves       | 14,700 | 13,525           | 13,000  | 15,525             | 14,150           | 13,825     | 84,725 |
| 18                | POL Roman Kulesza       | 13,625 | 12,800           | 13,325  | 15,450             | 14,725           | 14,600     | 84,525 |
| 19                | CRO Filip Ude           | 14,900 | 14,700           | 12,450  | 14,825             | 13,025           | 14,525     | 84,425 |
| 20                | ARM Artur Davtyan       | 13,750 | 13,625           | 14,125  | 15,600             | 13,950           | 13,300     | 84,350 |
| 21                | ESP Sergio Munoz        | 13,500 | 13,725           | 14,275  | 15,875             | 12,650           | 13,650     | 83,675 |
| 22                | ITA Enrico Pozzo        | 14,000 | 11,600           | 13,625  | 15,775             | 13,925           | 14,450     | 83,475 |
| 23                | POR Gustavo Simões      | 13,900 | 13,575           | 14,475  | 13,925             | 12,900           | 12,825     | 81,600 |
| 24                | AUT Fabian Leimlehner   | 13,150 | 11,075           | 13,150  | 15,125             | 13,825           | 14,325     | 80,650 |

### Solo
Finais
| Posição           | Ginasta                | Nota D | Nota E | Pen.  | Total  |
| ----------------- | ---------------------- | ------ | ------ | ----- | ------ |
| Medalha de ouro   | ROU Flavius Koczi      | 6.600  | 8.900  |       | 15,500 |
| Medalha de prata  | ISR Alexander Shatilov | 6.500  | 8.900  |       | 15,400 |
| Medalha de bronze | RUS Anton Golotsutskov | 6.400  | 8.925  |       | 15,325 |
| 4                 | FRA Thomas Bouhail     | 6.100  | 9.200  |       | 15,300 |
| 5                 | GBR Kristian Thomas    | 6.200  | 9.100  |       | 15,300 |
| 6                 | RUS Denis Ablyazin     | 6.700  | 8.650  | 0,100 | 15,250 |
| 7                 | GBR Daniel Purvis      | 6.400  | 8.000  |       | 14,400 |
| 8                 | GER Phillipp Boy       | 6.200  | 8.075  |       | 14,275 |

### Cavalo com alças
Finais
| Posição           | Ginasta                | Nota D | Nota E | Pen. | Total  |
| ----------------- | ---------------------- | ------ | ------ | ---- | ------ |
| Medalha de ouro   | HUN Krisztián Berki    | 6.700  | 8.925  |      | 15,625 |
| Medalha de prata  | FRA Cyril Tommasone    | 6.400  | 8.650  |      | 15,050 |
| Medalha de bronze | ARM Harutyum Merdinyan | 6.400  | 8.550  |      | 14,950 |
| 4                 | HUN Vid Hidvegi        | 6.300  | 8.425  |      | 14,725 |
| 5                 | GER Sebastian Krimmer  | 5.900  | 8.425  |      | 14,325 |
| 6                 | GBR Louis Smith        | 6.600  | 7.550  |      | 14,150 |
| 7                 | ITA Alberto Busnari    | 6.700  | 7.175  |      | 13,875 |
| 8                 | FRA Pierre Yves Beny   | 5.900  | 6.650  |      | 12,450 |

### Argolas
Finais
| Posição           | Ginasta                    | Nota D | Nota E | Pen. | Total  |
| ----------------- | -------------------------- | ------ | ------ | ---- | ------ |
| Medalha de ouro   | RUS Konstantin Pluzhnikov  | 6.700  | 9.150  |      | 15,850 |
| Medalha de prata  | RUS Aleksander Balandin    | 6.700  | 9.075  |      | 15,775 |
| Medalha de bronze | GRE Eleftherios Petrounias | 6.800  | 8.875  |      | 15,675 |
| 4                 | ITA Matteo Morandi         | 6.700  | 8.950  |      | 15,650 |
| 5                 | FRA Danny Rodrigues        | 6.800  | 8.725  |      | 15,525 |
| 6                 | NED Yuri van Gelder        | 6.800  | 8.675  |      | 15,475 |
| 7                 | GER Thomas Taranu          | 6.600  | 8.325  |      | 14,925 |
| 8                 | FRA Pierre Yves Beny       | 6.400  | 8.475  |      | 14,875 |

### Salto sobre a mesa
Finais
| Posição           | Ginasta                   | Nota D  | Nota E  | Pen.    | Total 1 | Nota D  | Nota E  | Pen.    | Total 2 | Média total |
| Posição           | Ginasta                   | Salto 1 | Salto 1 | Salto 1 | Salto 1 | Salto 2 | Salto 2 | Salto 2 | Salto 2 | Média total |
| ----------------- | ------------------------- | ------- | ------- | ------- | ------- | ------- | ------- | ------- | ------- | ----------- |
| Medalha de ouro   | FRA Thomas Bouhail        | 7.000   | 9.500   |         | 16,500  | 7.000   | 9.225   |         | 16,225  | 16,362      |
| Medalha de prata  | FRA Samir Ait Said        | 7.000   | 9.200   |         | 16,200  | 7.000   | 9.325   |         | 16,325  | 16,262      |
| Medalha de bronze | RUS Anton Golotsutskov    | 7.000   | 9.300   |         | 16,300  | 7.000   | 9,050   | 0.1     | 15,950  | 16,125      |
| 4                 | ROU Flavius Koczi         | 7.000   | 9.375   |         | 16,375  | 7.000   | 8.325   |         | 15,325  | 15,850      |
| 4                 | NED Jeffrey Wammes        | 6.600   | 9.275   | 0.1     | 15,775  | 6.800   | 9.225   | 0.1     | 15,925  | 15,850      |
| 6                 | UKR Oleksandr Yakubovskyi | 6.600   | 8.375   | 0.3     | 14,675  | 7.000   | 8.600   |         | 15,600  | 15,137      |
| 7                 | POL Marek Lyszczarz       | 7.000   | 8.325   |         | 15,325  | 6.600   | 8.225   | 0.1     | 14,725  | 15,025      |
| 8                 | UKR Igor Radivilov        | 7.000   | 8.125   | 0.3     | 14,850  | 6.600   | 8.175   | 0.3     | 14,475  | 14,662      |

### Barras paralelas
Finais
| Posição           | Ginasta                  | Nota D | Nota E | Pen. | Total  |
| ----------------- | ------------------------ | ------ | ------ | ---- | ------ |
| Medalha de ouro   | GER Marcel Nguyen        | 6.700  | 8,825  |      | 15,525 |
| Medalha de prata  | NED Epke Zonderland      | 6.000  | 9.300  |      | 15,300 |
| Medalha de bronze | GRE Vasileios Tsolakidis | 6.000  | 9.075  |      | 15,075 |
| 4                 | UKR Mykola Kuksenkov     | 6.200  | 8.850  |      | 15,050 |
| 5                 | FRA Pierre Yves Beny     | 6.000  | 8.950  |      | 14,950 |
| 6                 | POL Roman Kulesza        | 6.000  | 8.850  |      | 14,850 |
| 7                 | RUS Maxim Devyatovskiy   | 6.100  | 8.625  |      | 14,725 |
| 8                 | SLO Mitja Petkovsek      | 4.600  | 8.075  |      | 12,675 |

### Barras fixa
Finais
| Posição           | Ginasta              | Nota D | Nota E | Pen. | Total  |
| ----------------- | -------------------- | ------ | ------ | ---- | ------ |
| Medalha de ouro   | NED Epke Zonderland  | 7.700  | 7.875  |      | 15,575 |
| Medalha de prata  | GER Phillipp Boy     | 7.200  | 8.150  |      | 15,350 |
| Medalha de bronze | GER Marcel Nguyen    | 7.100  | 8.200  |      | 15,300 |
| 4                 | GBR Sam Oldham       | 6.400  | 8.775  |      | 15,175 |
| 5                 | POL Marijo Moznik    | 6.600  | 8.525  |      | 15,125 |
| 6                 | UKR Mykola Kuksenkov | 6.700  | 7.750  |      | 14,450 |
| 7                 | POL Roman Kulesza    | 6.100  | 7.975  |      | 14,075 |
| 8                 | ESP Fabian Gonzalez  | 6.100  | 7.125  |      | 13,325 |